# Фишбах (Люксембург)
Фишбах (люкс. Fëschbesch, фр. Fischbach) — коммуна в Люксембурге, располагается в округе Люксембург. Коммуна Фишбах является частью кантона Мерш. В коммуне находится одноимённый населённый пункт.
Население составляет 730 человек (на 2008 год), в коммуне располагаются 270 домашних хозяйств. Занимает площадь 19,61 км² (по занимаемой площади 59 место из 116 коммун). Наивысшая точка коммуны над уровнем моря составляет 427 м. (37 место из 116 коммун), наименьшая 288 м. (98 место из 116 коммун).